# عاتكة سلطان
عاتكة سلطان (بالتركية: Atike Sultan)‏ أو بورناز عاتكة سلطان (بالتركية: Burnaz Atike Sultan)‏، أميرة عثمانية، ابنة السلطان أحمد الأول (حكم 1603-1617)، وأخت السلاطين عثمان الثاني (حكم 1618–1622)، ومراد الرابع (حكم 1623 - 1640) وإبراهيم الأول (حكم 1640-1648)، والأميرة جوهرخان سلطان.والدتها السلطانة كوسيم. ولدت عاتكة سلطان في القصر العثماني في إسطنبول وهي الاخت التوأم للسلطان إبراهيم بعد وفاة اخوتها قاسم وبايزيد وخاصة اخوها التوأم إبراهيم فضلت مغادرة القصر والذهاب إلى قصر اخر بعيد عن امها السلطانة كوسيم وعن زوجة اخيها تورهان سلطان اما سبب وفاتها فهي غير معروفة ويعتقد انها ماتت بسبب تقدمها في السن.